# Диксон, Марвин
Марвин Диксон (англ. Marvin Dixon; 9 сентября 1983, Рокфорт, Сент-Андрю) — ямайский бобслеист, разгоняющий, участник Олимпийских игр 2014 года.

## Биография
Выступал на Олимпиаде в Сочи в составе двойки вместе с Уинстоном Уоттсом; результат — 2 минуты 55,40 секунды и 29 место.
Для сбора средств на поездку на Игры вместе с Уоттсом прибегли к краудфандингу, разместив соответствующее объявление в Интернете. Благодаря вниманию мировых СМИ к их судьбе, требуемая сумма была собрана даже с запасом.
Во время перелёта в Сочи сборная потеряла свой багаж, включая боб, из-за чего пропустила первую тренировку, однако уже на следующий день пропажа нашлась, и команда смогла продолжить подготовку к олимпийскому старту.
На церемонии открытия Олимпийских игр в Сочи нёс флаг своей страны.